# サン・ポル・ダ・マール
サン・ポル・ダ・マール（カタルーニャ語: Sant Pol de Mar: カタルーニャ語発音: [ˈsam ˈpɔɫ də ˈmar], スペイン語: San Pol de Mar）は、スペイン・カタルーニャ州バルセロナ県マレズマ郡の基礎自治体（ムニシピ）。1981年にはカタルーニャ語名が公式名に定められた。

## 地理
地中海に面しており、海岸沿いの東隣にはカレーリャ、西隣にはカネ・ダ・マールがある。のマレズマ海岸に沿って、カタルーニャ州とマドリードを結ぶ大動脈であるN-2号線、近郊鉄道のマレズマ線が走っている。

## 歴史

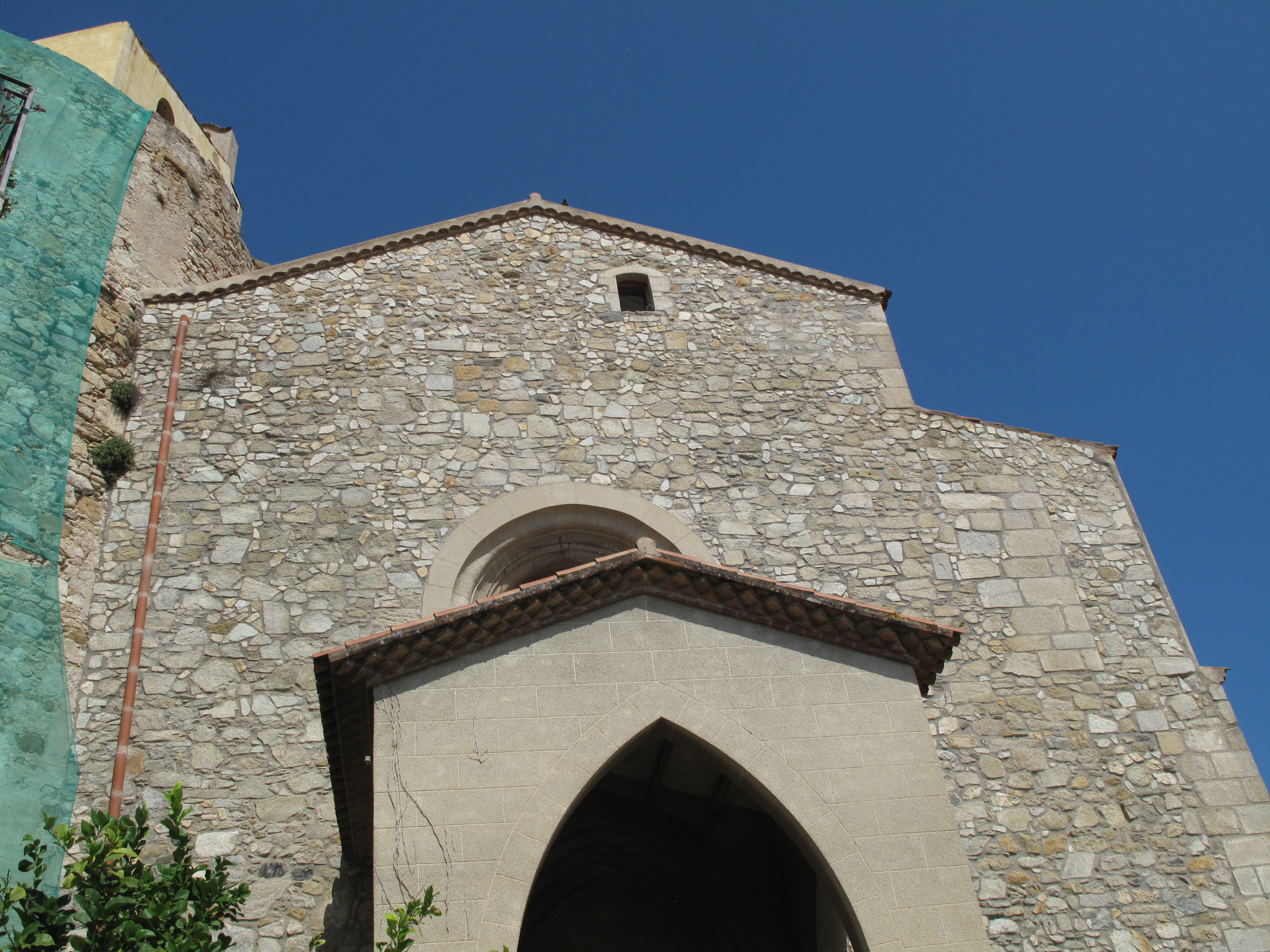
サン・ハイメ教会

10世紀にサン・パブロ修道院の周りに町が形成された。19世紀末までは目立たない漁村だったが、20世紀初頭に地中海に沿ってマレズマ鉄道線が開通し、ブルジョワの富裕層にとっての避暑地となった。
1966年には今日のサン・ポル・ホテル&観光大学校(EUHT STPOL)の前身となるホテル学校が設立された。この学校では国際ホテル経営学、美食学、料理学の学位を取得することができる。卒業生の中には料理人のラモン・フレイシャ(Ramón Freixa)などがいる。ミシュランガイドで3つ星を獲得しているレストラン サンパウの存在はよく知られている。レストラン サンパウはサン・ポル・ダ・マール出身のカルメ・ルスカイェーダがオーナーシェフを務めており、多くの美食家をサン・ポル・ダ・マールに引き付けていたが、2018年に閉店した。
今日のサン・ポル・ダ・マールは観光業が経済の基盤となっており、ペイストリー産業もまた注目されている。20世紀後半には自動車ブレーキを製造するフレノス・サウレダが成長したが、21世紀初頭に市街地から離れた工業団地に移った。

## 人口
| サン・ポル・ダ・マールの人口推移 1900－2009             |
|                                                         |
| 出典:INE（スペイン国立統計局）1900年 - 1991年、1996年 - |

## 見どころ
- サン・ハイメ教会 : 後期ゴシック様式。
- サン・パブロ修道院 : ロマネスク様式。ゴシック様式のヴォールトがある。

## 出身者
- ジャシン・バルダゲー(1845-1902) : フルガローラス（スペイン語版）出身だが、サン・ポル・ダ・マールを第二の故郷とした。
- マヌエル・カラスコ・フォルミゲーラ（スペイン語版）(1890-1938) : 政治家。カタルーニャ州政府厚生大臣。
- カルメ・ルスカイェーダ(1952-) : 料理人。レストラン サンパウのオーナーシェフ。ミシュラン3つ星。
- ペレハウメ（スペイン語版）(1957-) : 現代美術家。

## 姉妹都市
- アンドラ・ラ・ベリャ、アンドラ公国